# Kensaku Ōmori
Kensaku Ōmori (大森 健作 Ōmori Kensaku?, nacido el 21 de noviembre de 1975 en Ehime) es un exfutbolista japonés. Jugaba de defensa y su último club fue el Tokushima Vortis de Japón.

## Trayectoria

### Clubes
| Club               | País  | Año         |
| ------------------ | ----- | ----------- |
| Yokohama Marinos   | Japón | 1994 - 1996 |
| Kashima Antlers    | Japón | 1997        |
| Kyoto Purple Sanga | Japón | 1998 - 1999 |
| Consadole Sapporo  | Japón | 2000 - 2004 |
| Cerezo Osaka       | Japón | 2004        |
| Tokushima Vortis   | Japón | 2005 - 2007 |

## Palmarés

### Títulos nacionales
| Título             | Club              | País  | Año  |
| ------------------ | ----------------- | ----- | ---- |
| J1 League          | Yokohama Marinos  | Japón | 1995 |
| Copa J. League     | Kashima Antlers   | Japón | 1997 |
| Copa del Emperador | Kashima Antlers   | Japón | 1997 |
| J2 League          | Consadole Sapporo | Japón | 2000 |